# Ettore De Champs
Ettore De Champs (Firenze, 8 agosto 1835 – Firenze, 12 giugno 1905) è stato un compositore e pianista italiano.

## Biografia
Suoi zii erano i musicisti e strumentai Gioacchino e Giovanni Bimboni. Da loro prese le prime lezioni di flauto. Studiò composizione con Teodulo Mabellini a Firenze, ed esordì nel teatro musicale con due balletti rappresentati al Teatro Pagliano negli anni '50. Da allora si dedicò alla composizione e all'insegnamento del canto, dell'armonia e soprattutto del pianoforte. Ottenne un grande successo locale con le sue 12 opere e operette, rappresentate nei teatri fiorentini e adorate dal pubblico per la loro gradevolezza d'ascolto, nonché con le sue canzoni dedicate alle stagioni (i cicli Fiori primaverili, Maggiolata e Natale). Come didatta si trovò spesso in disaccordo con i metodi di insegnamento vigenti, ed espresse le sue riflessioni in merito in una conferenza del 1882 dal titolo Delle vere condizioni nelle quali si trovano attualmente l'arte e la professione musicale in Italia. Scrisse molti metodi per pianoforte, in cui si nota un incipiente interesse filologico per la resa dei simboli di abbellimento barocchi usati da Johann Sebastian Bach. Si dedicò anche alla musica sacra (4 messe).

## Opere e fonti
Gli studi sulla sua produzione, e quindi sui suoi autografi, sono pressoché inesistenti. Per quel che riguarda le copie manoscritte dei suoi lavori, risulta un Tantum ergo nella Biblioteca Diocesana di Prato, e due copie manoscritte di una sua cantata intitolata Maggiolata sono al Conservatorio di Genova. Il resto del suo lavoro ci è pervenuto in forma stampata. Pubblicò soprattutto con editori fiorentini (Giovanni Gualberto Guidi, Galletti, Passeri, Gambi, Bratti, Genesio Venturini ecc.), ma anche con editori di Milano (Lucca, Carisch) e Torino (Giudici & Strada). La Biblioteca Nazionale di Firenze è l'istituzione che conserva il maggior numero delle sue musiche pubblicate, seguono i Conservatori di Milano e Firenze. Anche per quel che riguarda i libretti delle sue opere, la Biblioteca Nazionale di Firenze è l'istituzione che ne conserva il maggior numero, seguono la Fondazione Cini di Venezia, e i conservatori di Bologna e Napoli. All'estero si segnala solo il libretto di I tutori e le pupille (1869), conservato alla Bayerische Staatsbibliothek di Monaco di Baviera.

## Lista dei lavori teatrali[3][9]
| Titolo                            | Librettista                          | Data           | Luogo                           | Note                                                                                   |
| --------------------------------- | ------------------------------------ | -------------- | ------------------------------- | -------------------------------------------------------------------------------------- |
| I tutori e le pupille             | Giovanni Battista Canovai            | 8 aprile 1869  | Firenze, Teatro della Pergola   |                                                                                        |
| Il califfo                        | Giovanni Battista Canovai            | febbraio 1871  | Firenze, Teatro della Pergola   |                                                                                        |
| La secchia rapita                 | Alessandro Tassoni                   | aprile 1872    | Firenze, Teatro Goldoni         | farsa basata sulla commedia di Tassoni scritta in collaborazione con altri compositori |
| La lingua di una donna alla prova | sconosciuto                          | 1872           | Firenze, Teatro Rossini         |                                                                                        |
| L'idolo cinese                    | Giovanni Battista Lorenzi            | 25 marzo 1874  | Firenze, Teatro della Pergola   | farsa basata sulla commedia di Lorenzi scritta in collaborazione con altri compositori |
| L'alloggio militare               | Pietro Lastrucci                     | 25 giugno 1876 | Firenze, Teatro delle Logge     |                                                                                        |
| Gosto e Mea                       | sconosciuto                          | 25 giugno 1876 | Firenze, Teatro delle Logge     | eseguita in dittico con la precedente                                                  |
| Le orfanelle                      | Pietro Lastrucci, Giuseppe Calenzoli | 19 marzo 1879  | Firenze, Istituto Zei           |                                                                                        |
| Il dottor Cosmos alchimista       | Pietro Lastrucci                     | 27 maggio 1880 | Firenze, Teatro della Pergola   |                                                                                        |
| I pregiudizi della zia Teresa     | sconosciuto                          | 1880           | Firenze, Istituto Zei           |                                                                                        |
| L'orgoglio di nascita             | Pietro Lastrucci, Giuseppe Calenzoli | maggio 1881    | Firenze, Scuola di Declamazione |                                                                                        |
| Una tazza di tè                   | Ugo Fleres                           | 26 marzo 1889  | Firenze, luogo sconosciuto      | libretto musicato anche da Oronzio Mario Scarano                                       |